# Ischaemum calicutense
Ischaemum calicutense är en gräsart som beskrevs av Sreek., V.J.Nair och N.Chandrasekharan Nair. Ischaemum calicutense ingår i släktet Ischaemum och familjen gräs. Inga underarter finns listade i Catalogue of Life.